# Aeroportul Glasgow
Aeroportul Glasgow (IATA: GLA, ICAO: EGPF) este un aeroport din Renfrewshire, Scoția, Regatul Unit ce deservește zona Glasgow. Aeroportul a fost tranzitat în 2022 de 6.516.029 de pasageri. A fost deschis în 27 iunie 1966 și numit după zona deservită.
Situat la o altitudine de 8 m, aeroportul dispune de 1 pistă. Este operat de BAA.

## Infrastructură

### Piste
Aeroportul dispune de o singură pistă. Pista 05/23 are suprafața de asfalt și dimensiunile 2.665 m × 46 m. 